# Туркула Олена Григорівна
Оле́на Григо́рівна Турку́ла (з дому Майборода, нар. 7 серпня 1981 року, м. Вільнюс, Литва) — українська волейболістка, гравець збірної України, капітан команди «Галичанка» (Тернопіль). Чоловік — Віктор Туркула.

## Життєпис

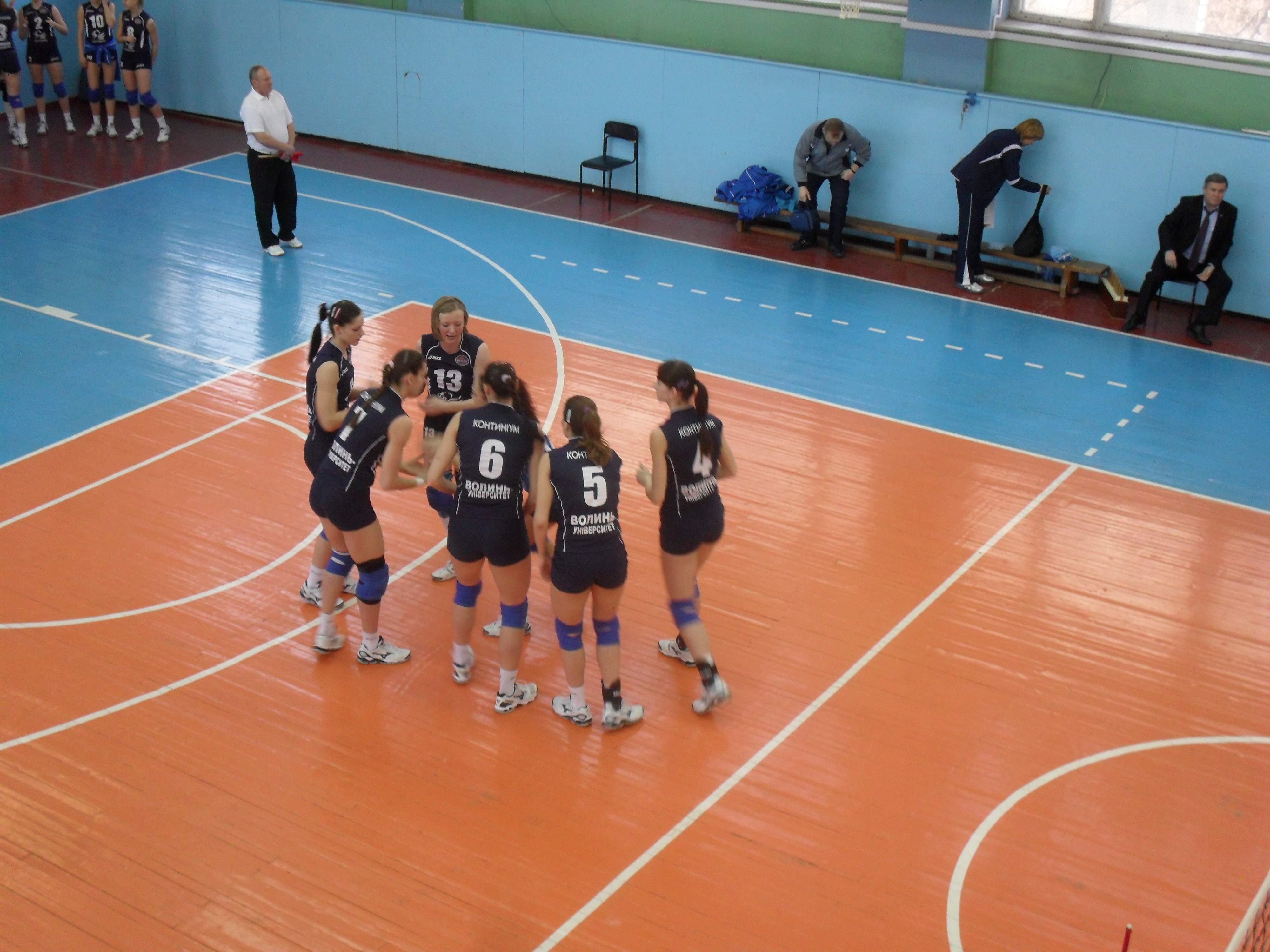
Олена Туркула (№ 13).

Народилася 7 серпня 1981 року, м. Вільнюс, Литва. У дитинстві, проживаючи в маленькому містечку на Вінниччині, спочатку займалася танцями, аеробікою. У 12 років уперше потрапила до волейбольної секції, де її помітив тренер-селекціонер, який забрав до тернопільського спортінтернату. Першим тренером був Микола Білоус.
З 1995 року — гравець команди «Галичанка-ТНЕУ», 1996—1997 роки — юнацької збірної України, 2003—2004  роки — ВК «Гюнеш» (Стамбул). 2011 року уклала контракт з ВК «Континіум-Волинь», за який відіграла два сезони. Майстер спорту України з волейболу.
Закінчила Тернопільський національний економічний університет за спеціальностями «облік і аудит», «адміністративний менеджмент».

## Досягнення
- 1999, 2000,[1] 2008, 2009 — бронзова призерка Чемпіонату України серед жіночих команд Суперліги («Галичанка»)[2]
- 2000 — чемпіонка Європи серед студентів (збірна України)[1]
- 2004 — чемпіонка Туреччини («Гюнеш», Стамбул, тренер — Володимир Бузаєв)
- 2006 — срібна призерка Чемпіонату України («Галичанка»)
- 2010 — чемпіонка України («Галичанка-ТНЕУ»).[2]
- 2010 — найкраща блокувальниця першости України 2009—2010[5]

## Сім'я
Чоловік — Віктор Туркула (нар. 17 березня 1983, м. Збараж, Тернопільська область) — гравець ВК «Надзбруччя» (Тернопіль), ВК «Факел» (Івано-Франківськ), ВК «Будівельник-Динамо-Буковина» (Чернівці), молодіжної збірної команди України, тренер ВК «Континіум-Волинь», з 2014 року помічник тренера, з 2016 року головний тренер «Галичанки-ТНЕУ-Гадз». Разом виховують доньку. Свекор — Михайло Туркула (нар. 1958, с. Деренівка, Теребовлянський район), кандидат у майстри спорту, головний тренер ВК «Факел» Івано-Франківськ, головний тренер Теребовлянської ДЮСШ.